# 入母屋造
入母屋造（いりもやづくり）は、東アジアの伝統的屋根形式のひとつである。広義には当該形式の屋根をもつ建築物のことを指す。単に入母屋ということもある。

## 概要
入母屋造の屋根は、上部においては切妻造（長辺側から見て前後2方向に勾配をもつ）、下部においては寄棟造（前後左右四方向へ勾配をもつ）となる構造をもつ。弥生時代の集落遺跡である静岡県静岡市の登呂遺跡の竪穴状平地建物が茅葺きの入母屋造で復元されているほか、奈良県の佐味田宝塚古墳から出土した家屋文鏡（かおくもんきょう）にも当時の建築様式4種が表されており、その中の一つにも入母屋造のものが見られる。また、家形の埴輪は屋根形式が入母屋であるものが多い。
日本においては古くから切妻屋根は寄棟屋根より尊ばれ、その組み合わせである入母屋造はもっとも格式が高い形式として重んじられた。瓦葺きの入母屋は、法隆寺の金堂や平安神宮大極殿のほか、各地の城郭建築でも見ることができる。
なお、この形式の屋根は西洋では少なく、木造建築が発展している一部の村でしか見られないが、日本のほか、中国、韓国のほか、ベトナム、タイ、インド、インドネシアなど、東洋の寺院ではよく見られる。中国では歇山頂（けつさんちょう）、歇山式屋頂、または九脊頂とも称される。宋朝では九脊殿、曹殿、廈両頭造などと呼ばれたが、清朝の頃に歇山頂と呼ばれるようになった。
日本で一般の民家に入母屋の屋根が使われているのは、京都付近・甲斐・相模・武蔵にかけての山間地が多い。京都付近では煙出しとしての役割しか果たしていないものがあるが、甲斐では屋根裏に部屋を作り、養蚕に利用している場合があった。

### 錣屋根（しころやね）
切妻部分と寄棟部分の角度が一続きでないものは錣屋根（しころやね）と呼ばれる。

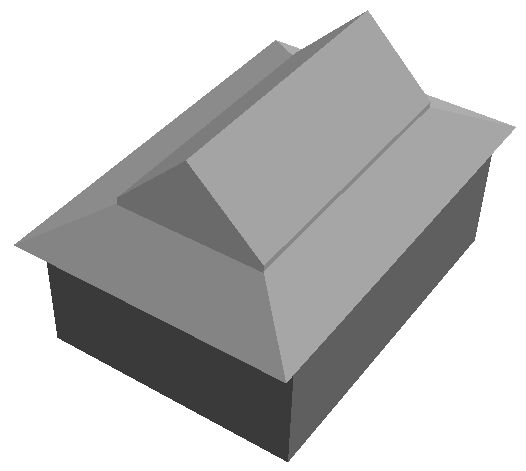
錣屋根
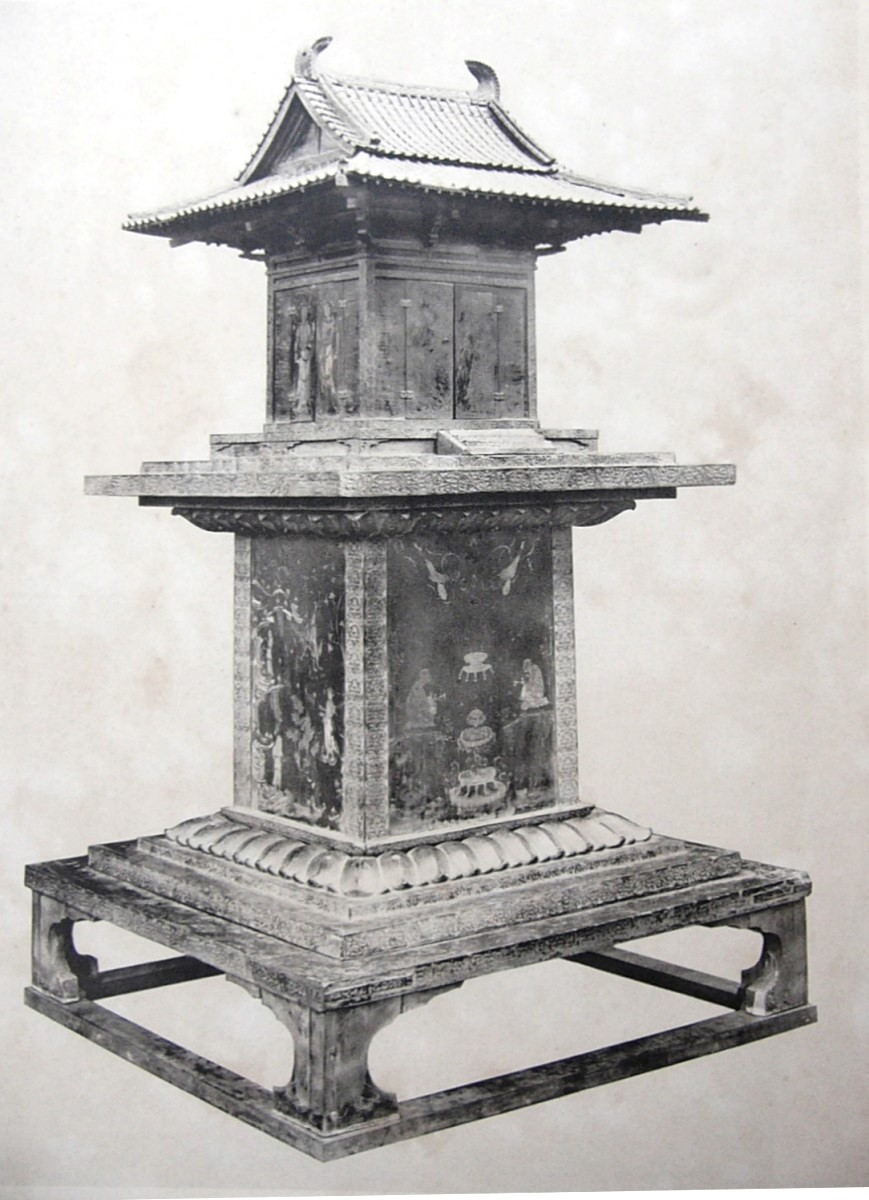
玉虫厨子（法隆寺蔵）
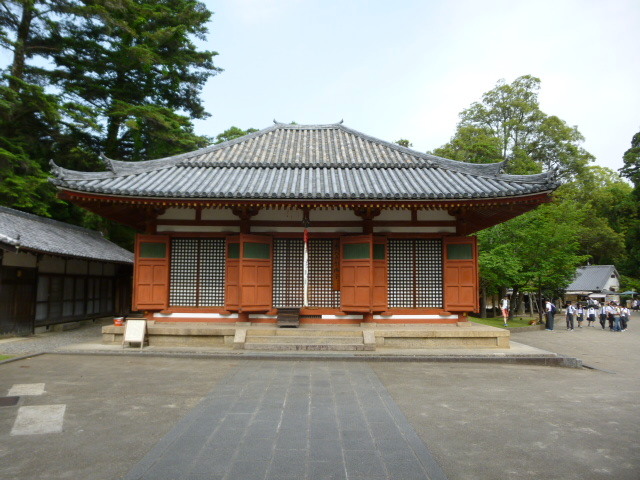
奈良県奈良市 東大寺念仏堂
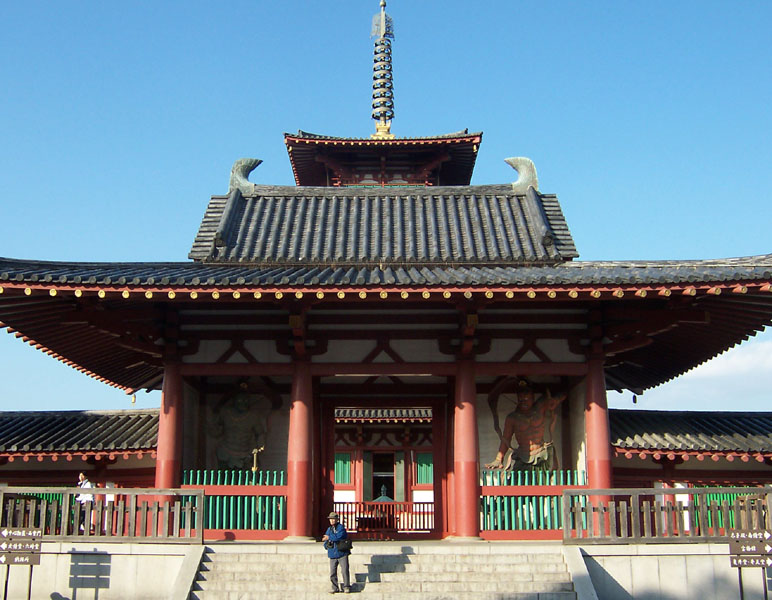
大阪市天王寺区 四天王寺中門
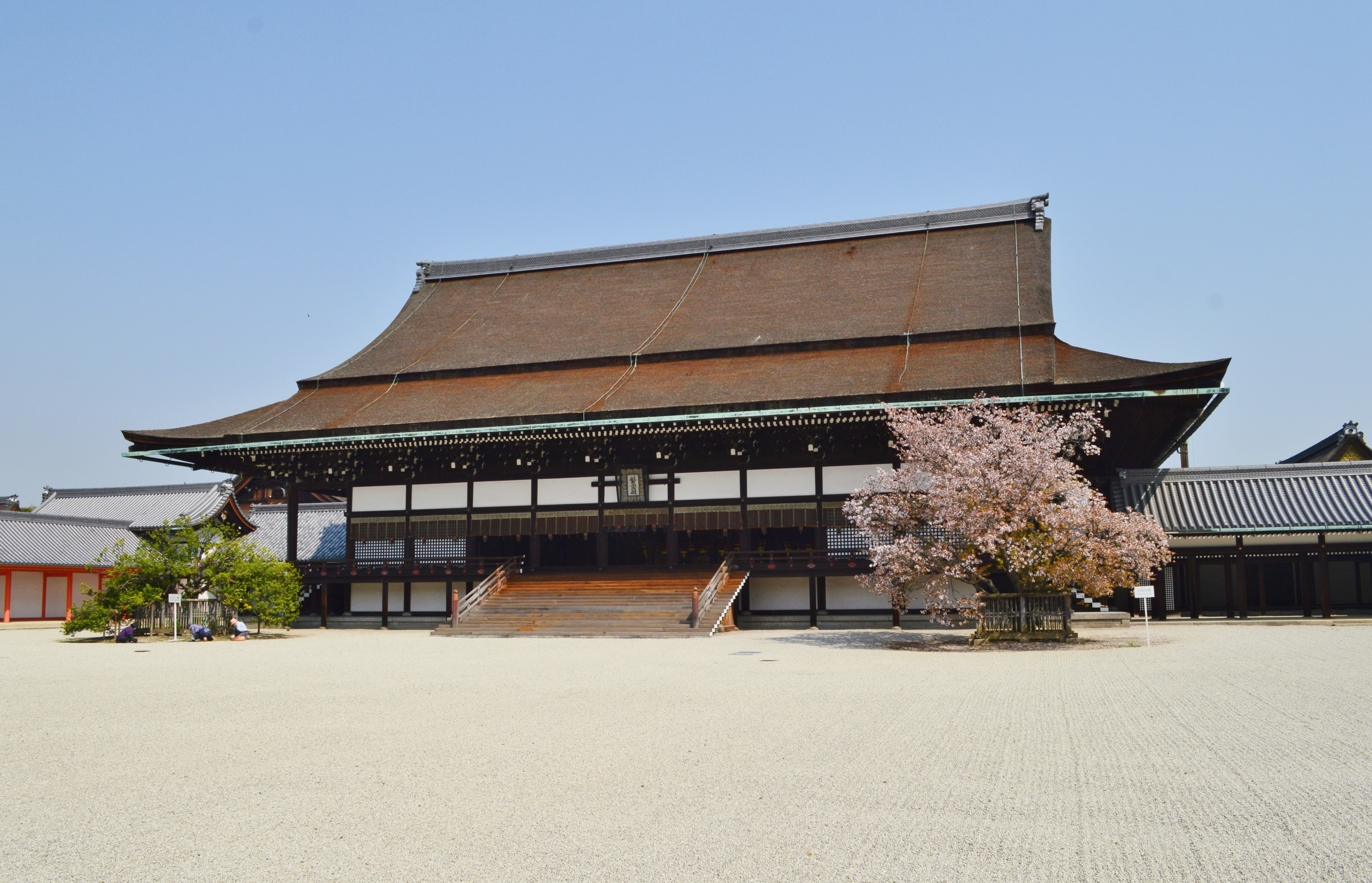
京都府京都市上京区 京都御所の紫宸殿

## 入母屋造のその他代表的な建物
- 新薬師寺本堂
- 蓮華王院本堂（三十三間堂）
- 本福寺本堂
- 醍醐寺金堂
- 仁和寺金堂
- 東寺金堂
- 京都御所紫宸殿
- 太山寺 (松山市)本堂

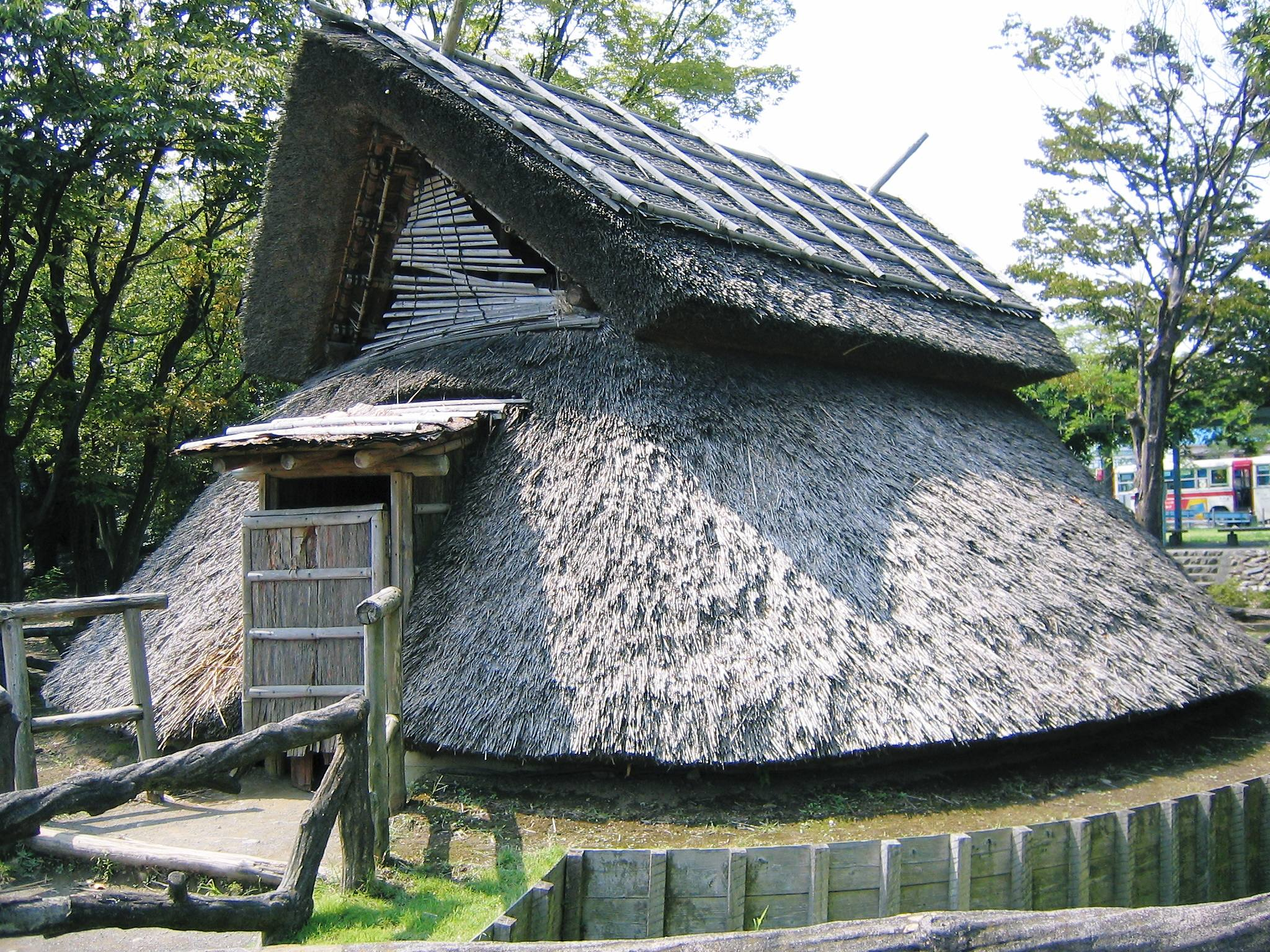
日本静岡県静岡市 登呂遺跡の竪穴状平地建物
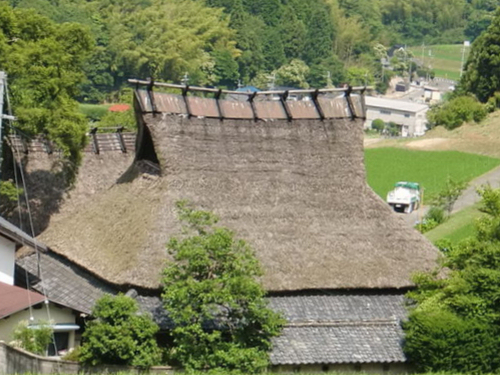
日本大阪府能勢町長谷 茅葺の民家
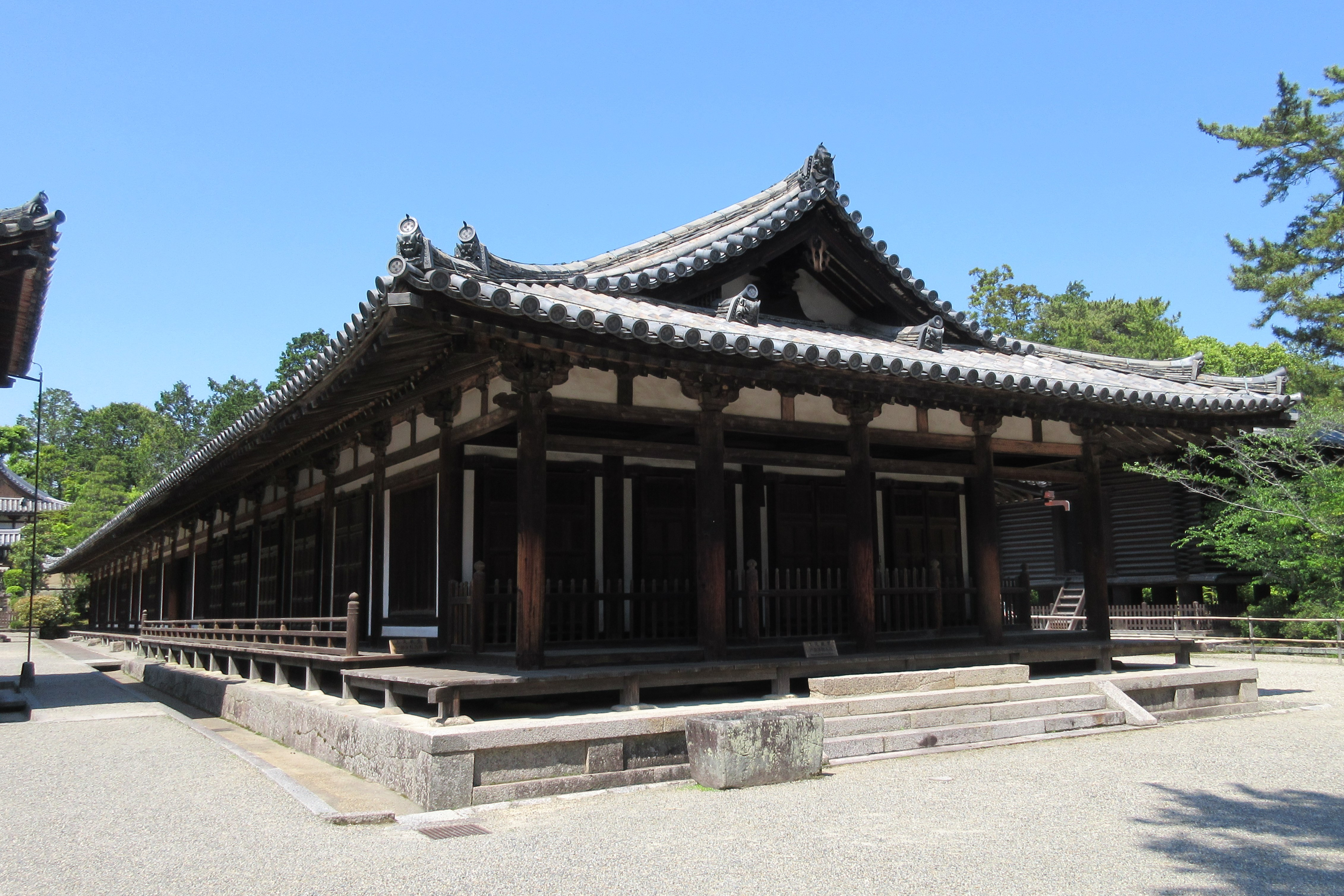
日本奈良県奈良市 唐招提寺礼堂
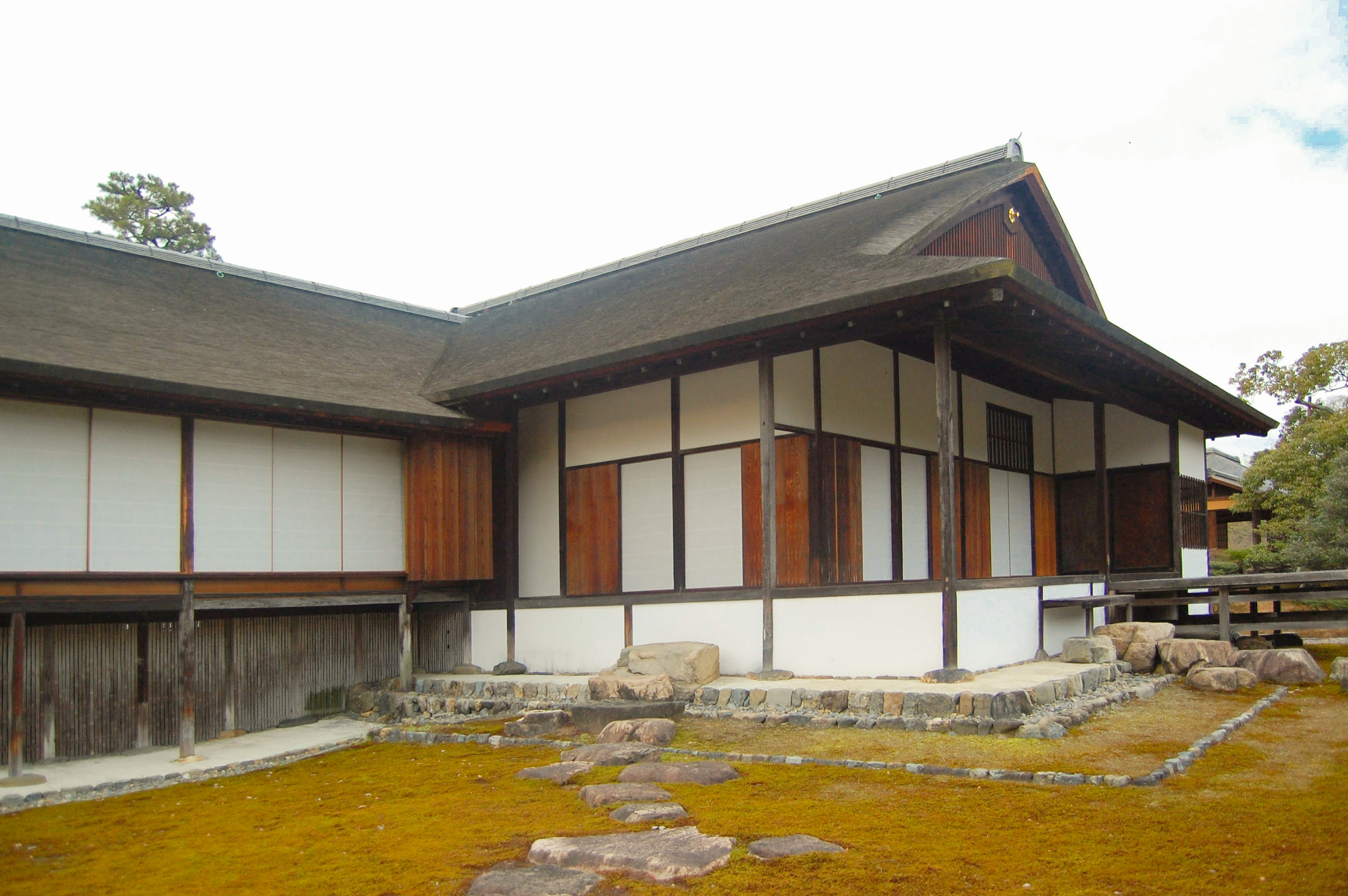
日本京都市西京区 桂離宮
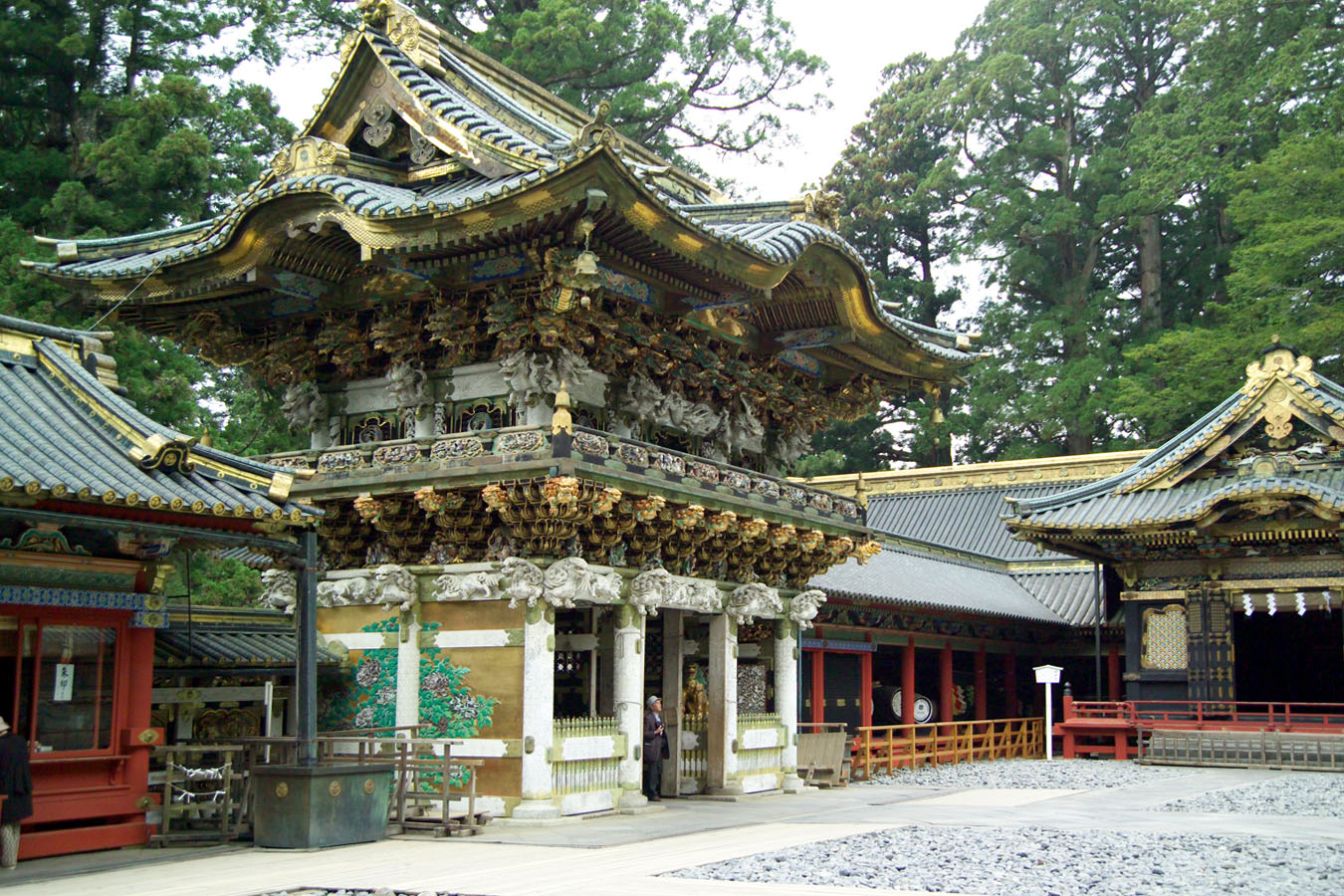
日本栃木県日光市 日光東照宮の陽明門
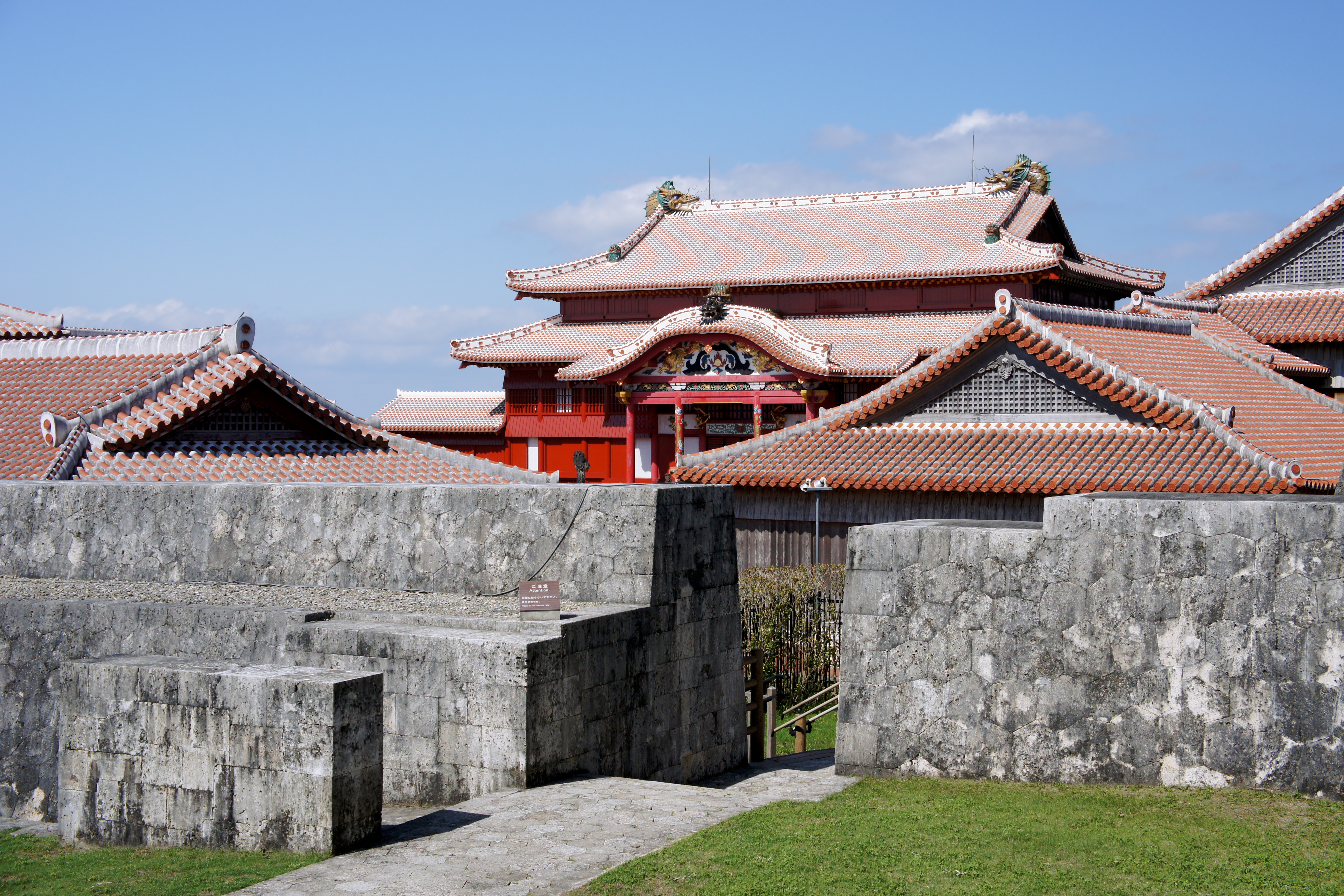
日本沖縄県那覇市 首里城
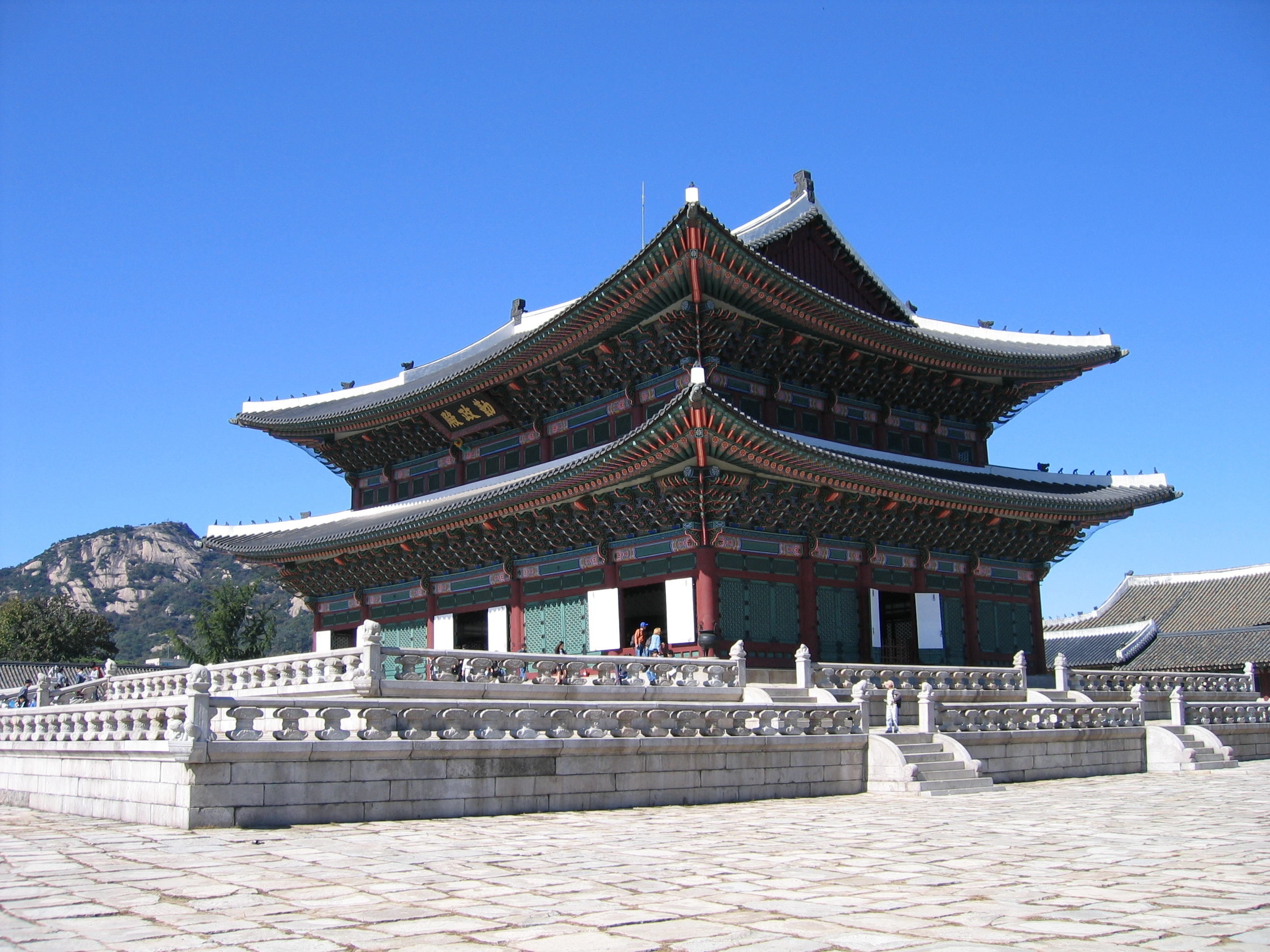
韓国ソウル鍾路区 景福宮
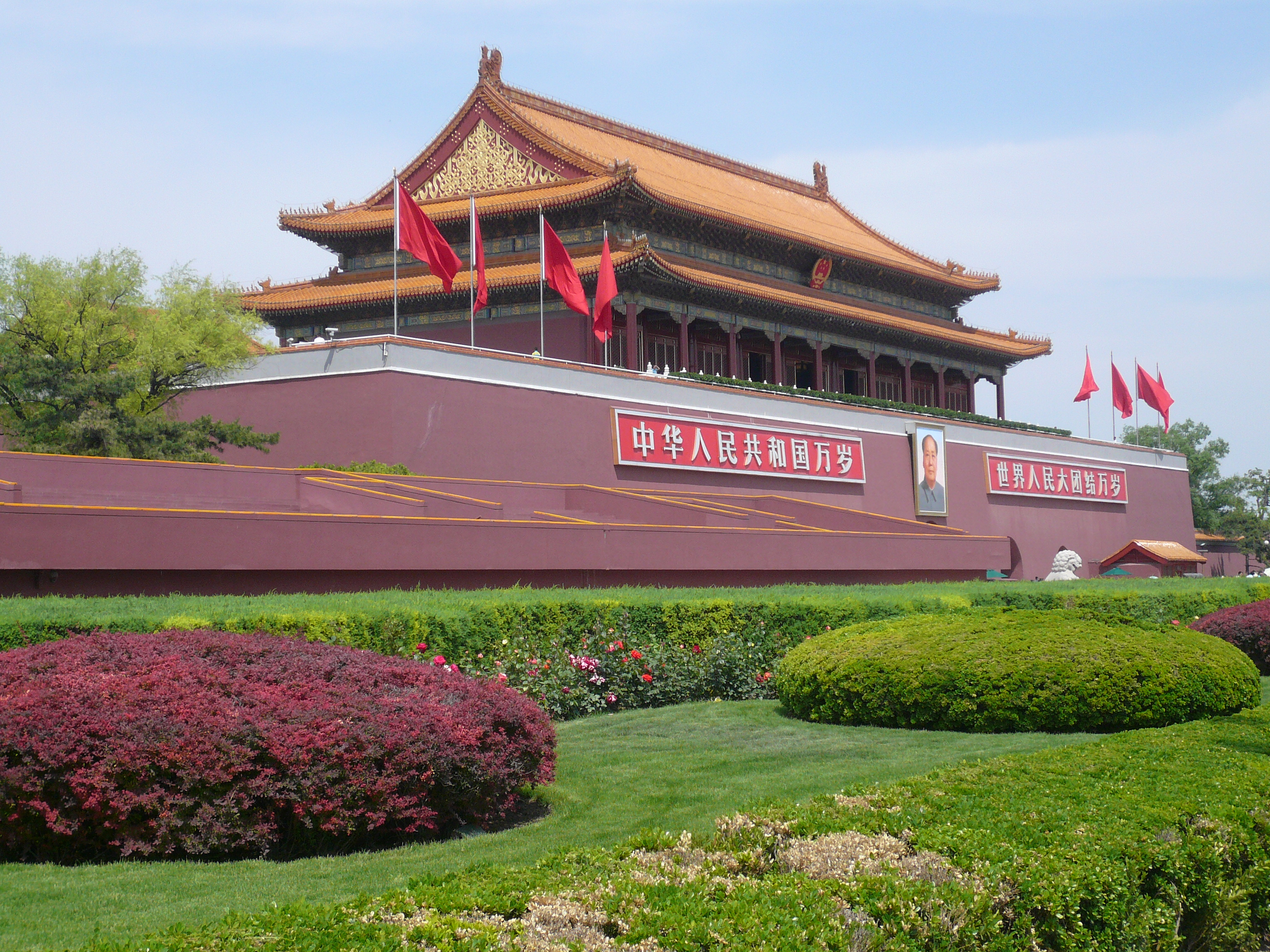
中国北京市東城区 天安門
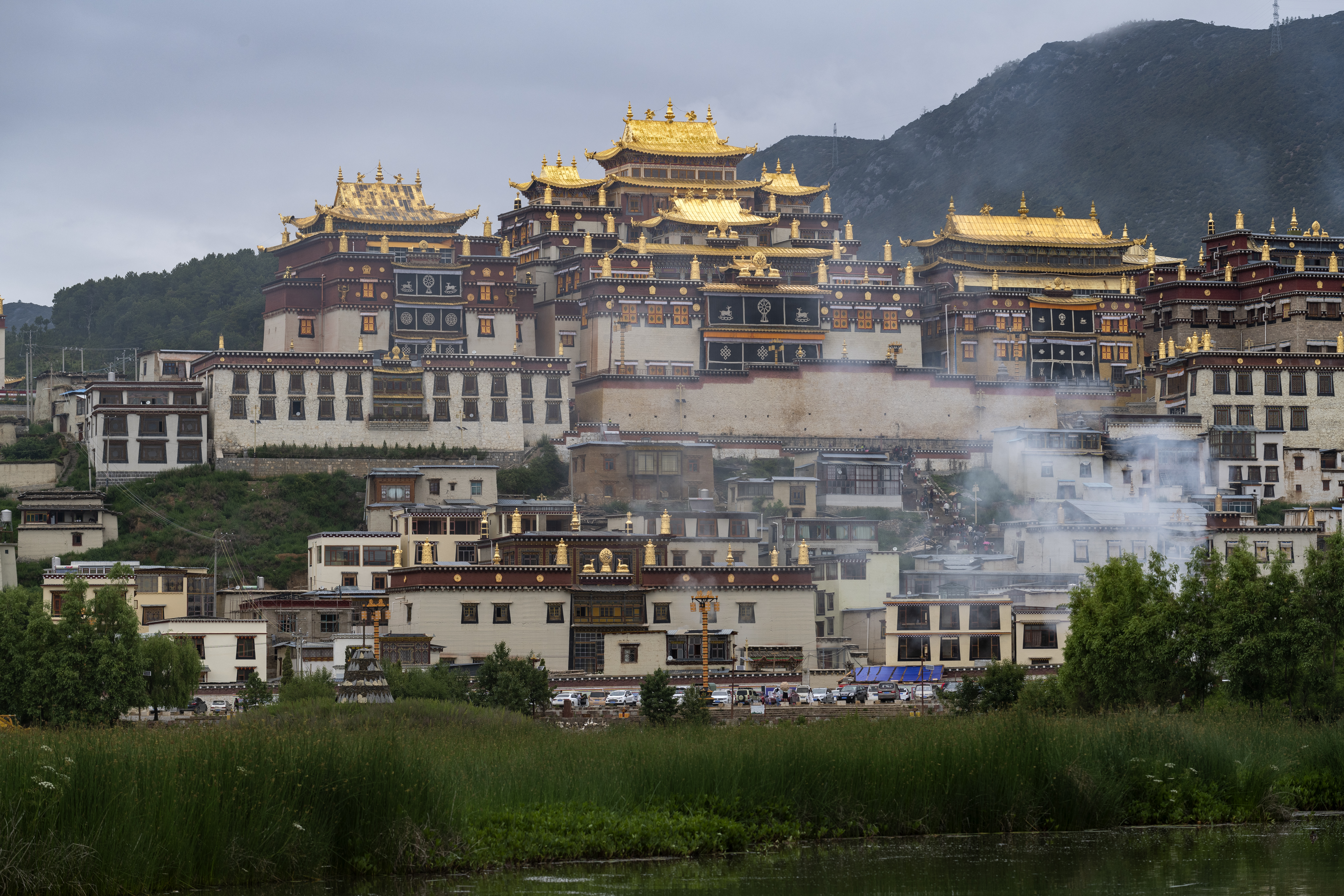
中国雲南省デチェン・チベット族自治州 ソンツェリン寺
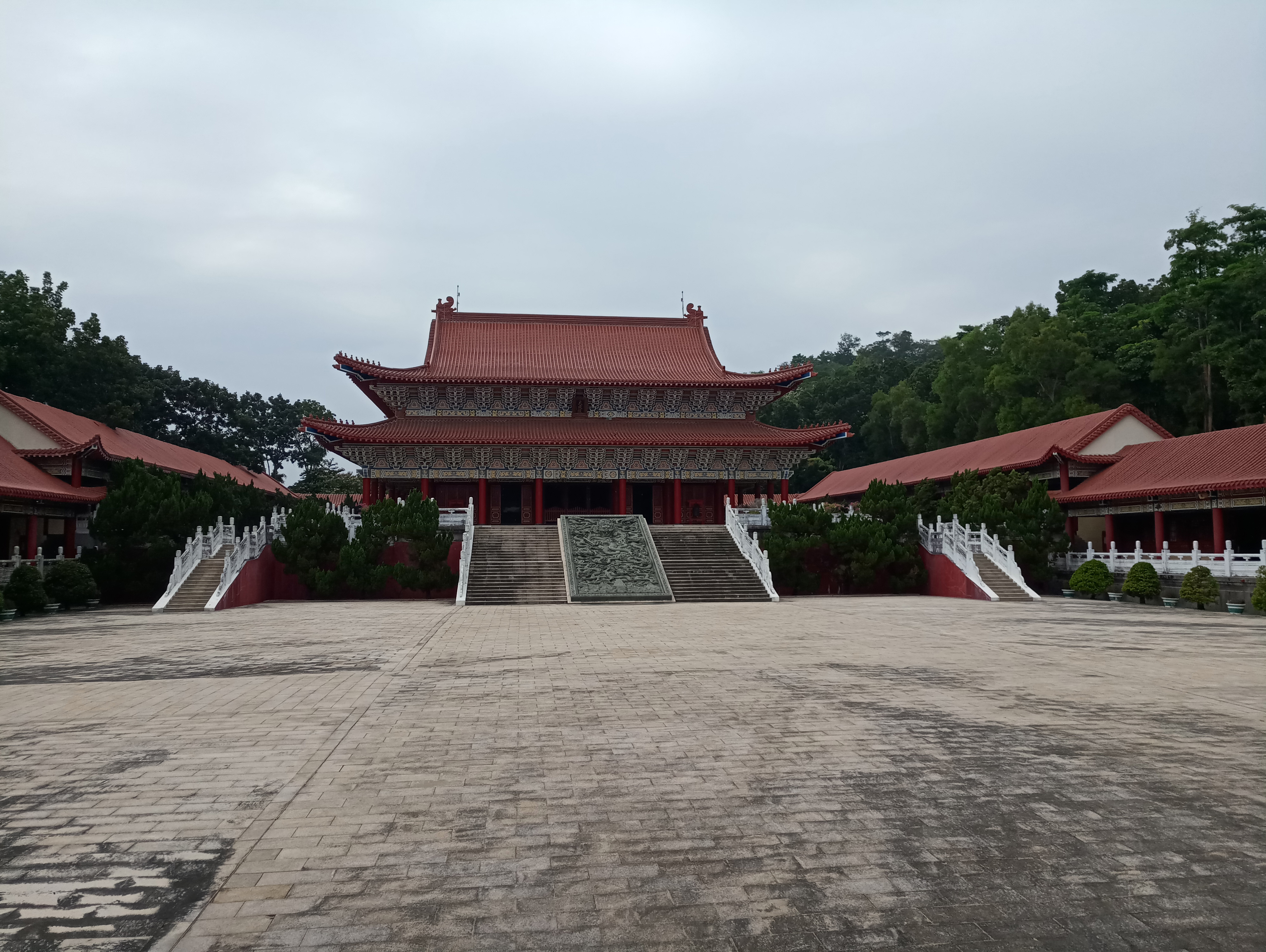
台湾高雄市旗山区 高雄旗山孔子廟
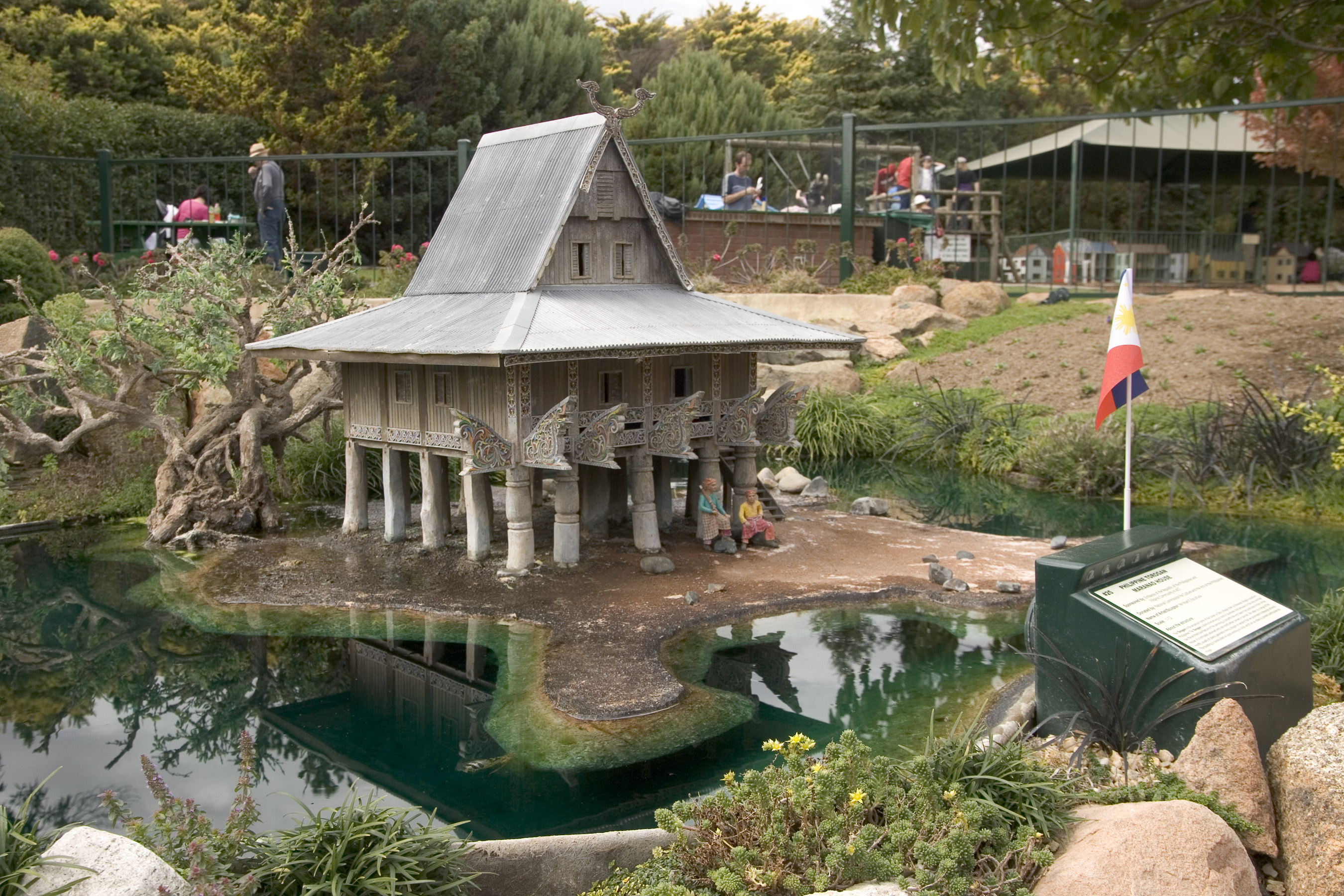
フィリピン トロガンの復元ミニチュア
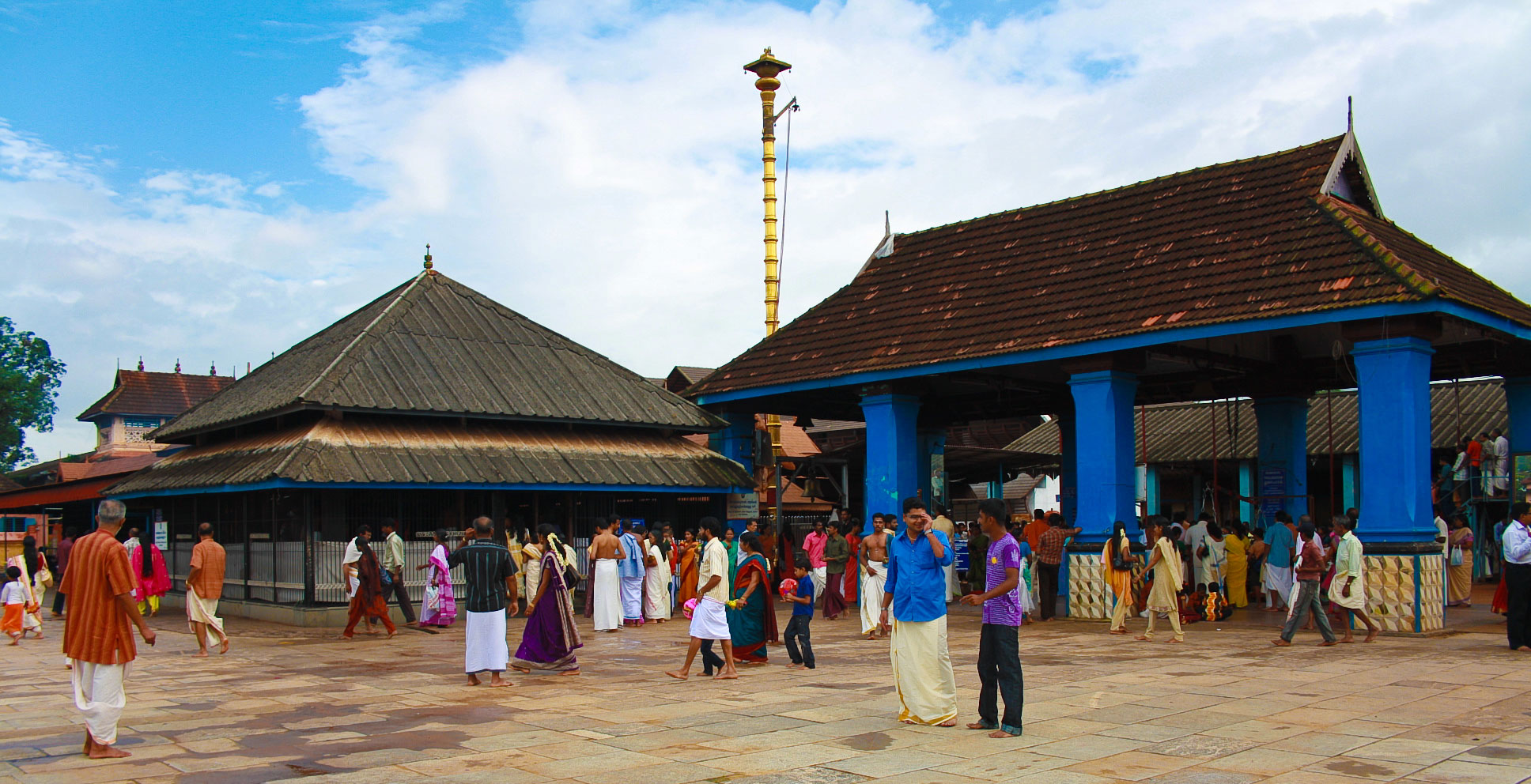
インドケーララ州 チョッタイッカーラ寺院
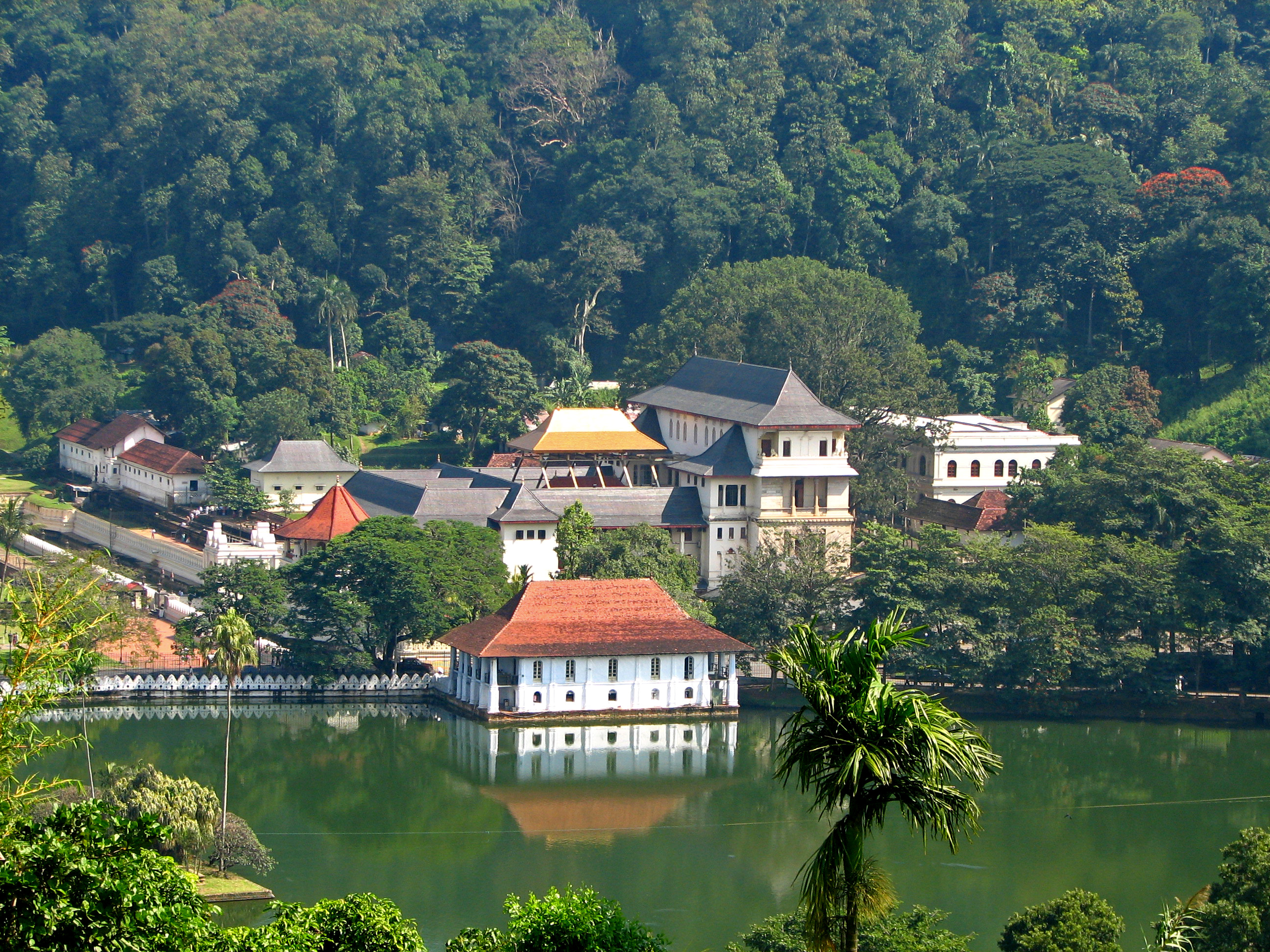
スリランカ中部州キャンディ ダラダー・マーリガーワ寺院
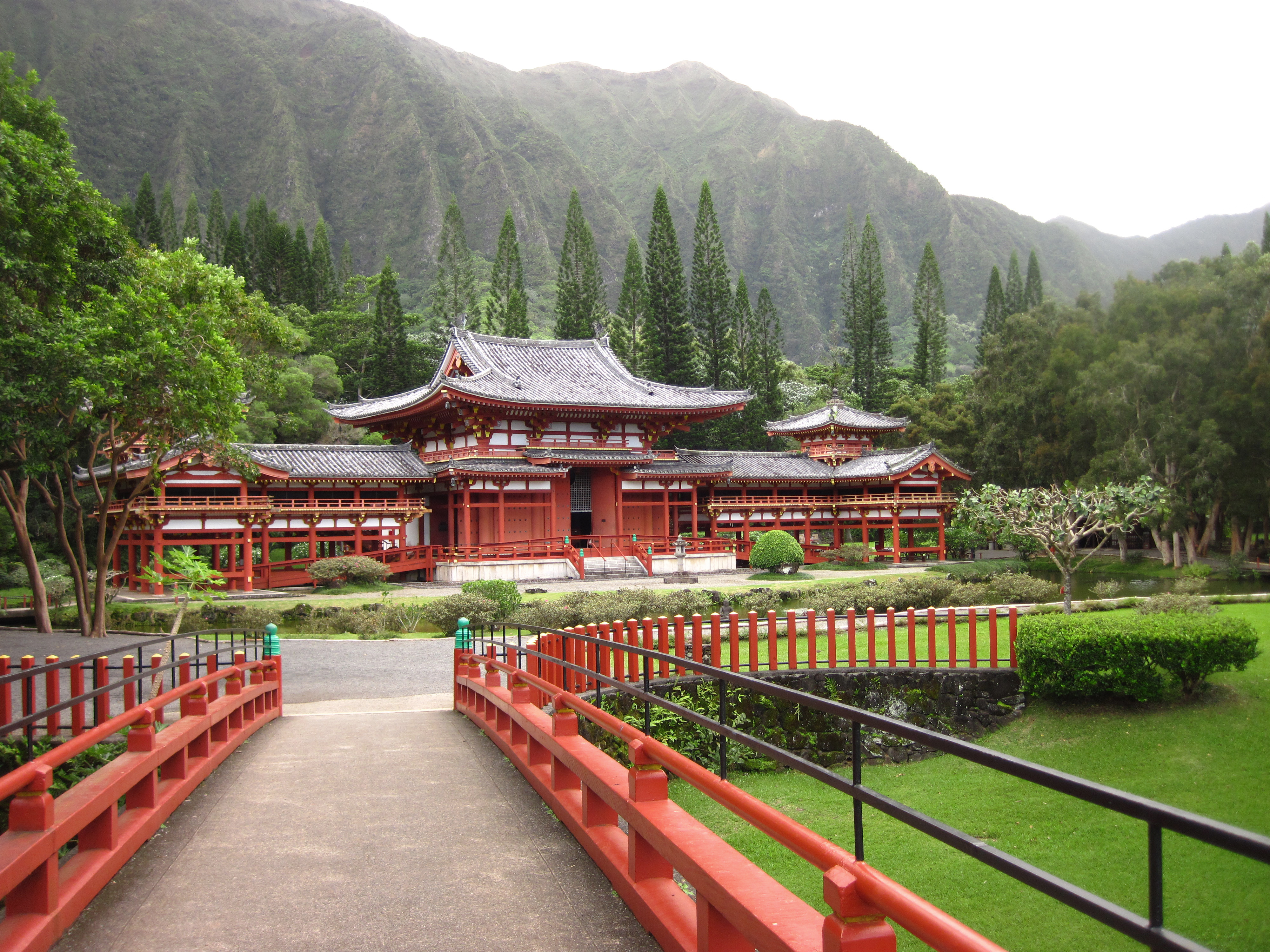
アメリカ合衆国ハワイ州 平等院テンプル